# Kanon i D
Kanon och Gigue i D-dur för tre violiner och generalbas, tyska Kanon und Gigue in D-Dur für drei Violinen und Basso Continuo, musikstycke komponerat av Johann Pachelbel runt 1680. Som namnet anger är det en kanon, där de tre fiolerna spelar samma melodi med två takters förskjutning.

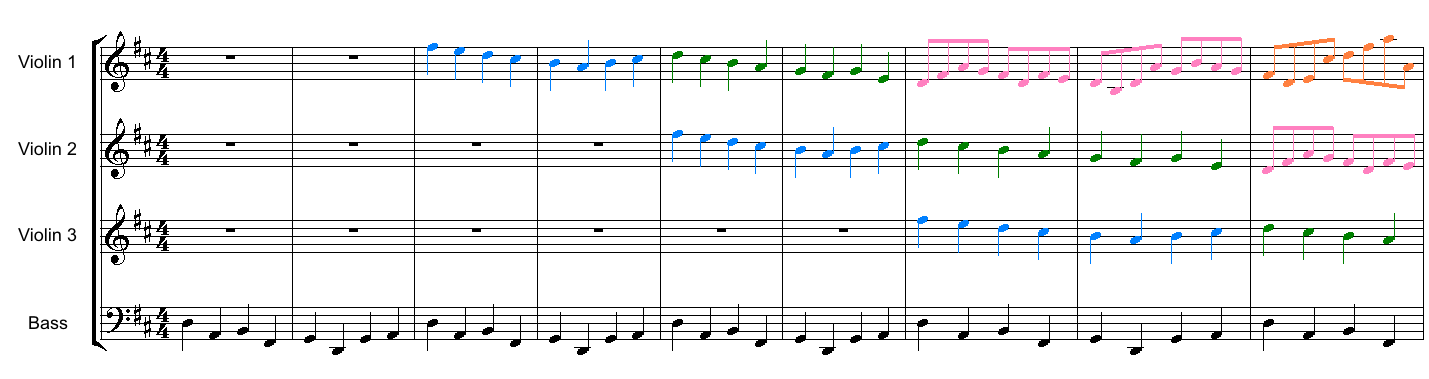
De första nio takterna av Kanon i D: fiolerna spelar en trestämmig kanon över basstämmans basso ostinato. Färgerna betecknar tre av de 28 melodiska variationerna över ackordföljden, som löper genom de tre violinstämmorna.

## Urval av stycken inspirerade av Kanon i D
- Jerry Chang (Jerry C) - "Canon Rock"
- Coolio - "C U when U get there"
- Oasis - "Don't Look Back in Anger"
- Monty Python - Decomposing composers
- Vitamin C - Graduation (friends forever)
- Maroon 5 - Memories
- Green Day - Basket Case